# L'Aiguille, Ollon
L'Aiguille är en bergstopp i Schweiz. Den ligger i distriktet Aigle och kantonen Vaud, i den sydvästra delen av landet, 80 km söder om huvudstaden Bern. Toppen på L'Aiguille är 1 900 meter över havet.